# Irwin Horowitz
Irwin Horowitz en amerikansk astronom.
Minor Planet Center listar honom som I. Horowitz och som upptäckare av 1 asteroid.
Han upptäckte asteroiden 9837 Jerryhorow, den 12 januari 1986.